# Клан Джонстон

Гребінь клану Джонстон.

Герб вождів клану Джонстон.

Тартан клану Джонстон.

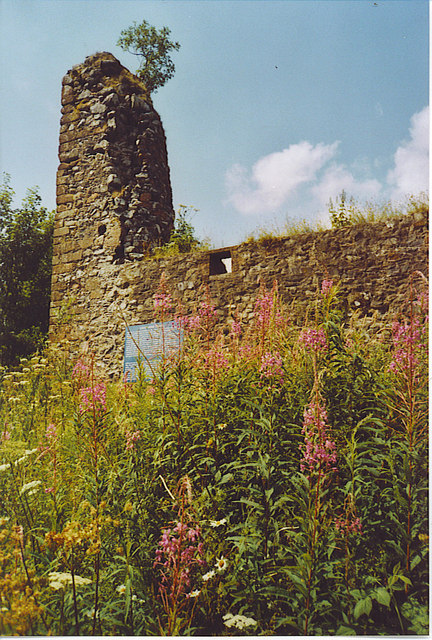
Руїни замку Лохвуд.

Клан Джонстон (шотл. - Clan Johnstone) - один з кланів рівнинної частини Шотландії - Лоуленду. Володів землями в Шотландському Прикордонні. Клан Джонстон включає як мінімум дві різні гілки - Джонстон Аннандейл з  Дамфріс-і-Галловей і Джонстон Каскібен з Абердінширу. Крім цих гілок існують інші септи клану Джонстон, які, очевидно, не споріднені в двома основними гілками клану Джонстон. Назва Джонстон, що стосується цих гілок походить від назви міста Перта (Сент-Джонстон) або походить від інших місць в Шотландії з назвою Джонстон. 
Гасло клану: Nunquam non paratus - Ніколи не готові (тобто, завжди готові) (лат.)
Символ клану: гілка червоного глоду
Вождь клану: Патрік Ендрю Вентворт Гоуп-Джонстон (шотл. - Patrick Andrew Wentworth Hope-Johnstone) - XI лорд Аннандейд та Гартфелл, лорд Джонстон, XXVI вождь клану Джонстон, XI Стюарт Аннандейл, XI хранитель замку Лохмабен
Історична резиденція вождів клану: Замок Лохвуд-Тауер (шотл. - Lochwood Tower)
Нинішня резиденція вождя клану: Мансон Регіллс, південний Моффат (шотл. - Mansion Raehills, south of Moffat)

## Історія клану Джонстон

### Походження клану Джонстон
Клан Джонстон в минулому був одним з найпотужніших кланів Шотландського Прикордоння. Клан володів землями в Аннандейл та землями в західній частині Шотландського Прикордоння. Більше 600 років клан Джонстон стояв на сторожі шотландського кордону і захищав Шотландію від нападів англійських військ та озброєних загонів. 
Вважається, що вожді клану Джонстон англо-саксонського походження - лицарі, що пішли на службу до короля Шотландії. Перший з вождів клану Джонстон, що згадується в історичних документах був Джон Джонстон. Він мав сина Гілберта Джонстона. Про це згадується в документах, що датовані 1194 роком. До 1214 року він отримав від Вільяма Брюса - лорда Аннандейл в нагороду за службу землі в південному Аннандейлі. Гілберт був посвячений в лицарі і став називатися Гілберт де Джонстон.
Сер Джон Джонстон був лицарем графства Дамфріс. Він фігурує в документі «Рагман Роллс» від 1296 року - документі, який підписали вожді шотландських кланів присягнувши на вірність королю Англії Едварду І Довгоногому. У 1381 році його правнук був призначений старостою (шотл. -  Warden) західних земель Шотландського Прикордоння. Лерди Джонстон воювали в той час з англійцями і брали участь у битвах під Солвей у 1378 році та під Оттерберн у 1388 році.

### XV століття - війни кланів
У ті часи в Шотландії клани постійно ворогували між собою і вели війни за землю, пасовища, худобу. Під час цих кланових війн вони здійснювали рейди та набіги на землі інших кланів і викрадали худобу, а інколи і повністю розорювали землі ворожих кланів. Це не тільки вважалося нормальним, але і вважалося доблестю викрасти худобу в ворожого клану. У Шотландському Прикордонні крім міжкланових війн постійно велися війни з Англією. Англійські загони нападали на шотландські землі, грабували і нищили майно. В свою чергу загони шотландських кланів здійснювали напади на англійські землі з метою згабунку, здобичі або здійснюючи помсту. Століттями тривало таке життя у Шотландському Прикордонні. Клан Джонстон прославився своїми хоробрими воїнами, вправними вершниками, що мали шкіряні обладунки і були озброєні списами. У верхів'ях річки Аннан є западина, де клан Джонстон переховував викрадену худобу. Вожді кланів будували собі неприступні замки. Цитаделлю клану Джонстон був замок Лохвуд - міцна фортеця, оточена лісом і болотом. 
У XIV столітті клан Джонстон був васалом могутнього клану Дуглас та його вождів - графів Дуглас. Але потім клан Джонстон з васалів перетворився в ворогів клану Дуглас. Це відбулося тоді, коли між кланом Дуглас і королем Шотландії виникла війна і клан Джонстон став на сторону короля. Повстання клану Дуглас було подавлене у 1455 році. Чорні Дугласи фактично правили південною Шотландією і були серйозною загрозою для влади королів Шотландії з клану і династії Стюарт. Клан Джонстон бився з Чорними Дугласами у битвах під Аркінхолм, що в Дамфрісширі, брали участь в осаді королем замку Трів у Кіркубрі. Клан Дуглас був розбитий, позбавлений прав та майна, а король Джеймс II нагородив клан Джонстон колишніми володіннями клану Дуглас. Син старости Західного Прикордоння - Адам Джонстон став І лордом Джонстон. Адам Джонстон брав участь у битві під Сарк у 1448 році. Син Адама Джонстона підтримав короля Шотландії Джеймса II під час його війни з кланом Дуглас і відіграв важливу роль у придушенні повстання проти корони. Король нагородив його землями Бьюттл та Саннох, що недалеко від замку Трев, що колись належав клану Дуглас з Галловей. Люди з клану Джонстон розселились по всьому Аннандейлу та Ланаркширу. У 1542 році королева Марія Стюарт оголосила володіння вождів клану Джонстон вільним баронством. 

### XVI століття - війни кланів тривають
Клан Джонстон довгий час ворогував з кланом Моффат, що теж був кланом Шотландського Прикордоння. У 1557 році ворожнеча і війна між цими кланами досягла кульмінації - вождь клану Моффат - Робет Моффат був вбитий. Клан Джонстон потім напав на землі клану Моффат, загнав людей з клану Моффат до церкви спалив церкву разом з людьми. Тих, хто виривався з палаючої церкви вбивали. Клан Моффат був майже повністю знищений. Через 70 років всі землі клану Моффат були передані клану Джонстон по причині величезних боргів клану Моффат з якими вони не змогли розплатитися. 
У 1578 році клан Джонстон вибрав раду з 12 арбітрів, щоб злагодити внутрішньокланові суперечки і об'єднатися під проводом вождя клану Джонстон. Рада складалася з Джонстонів з Карнсоллоха, з Джонстонів з Крейгіберна, з Елсішилдсу, з Ферхому, з Фінгланду, з Хоуджіллу, з Локербі, з Марджорібанксу, з Міллбанку, з Ньютону, з Полдину та з Вомфрі.
На відміну від багатьох інших шотландських кланів, які в той час робили набіги і грабунки земель тільки інших шотландських кланів, клан Джонстон здійснював набіги на землі Англії. Крім інших шотландських кланів клан Джонстон ворогував і воював з кланом Максвелл у 1593 році. У цьому році лорд Максвелл - вождь клану Максвелл був вбитий разом з багатьма іншими воїнами свого клану під час битви під Драйф-Сендс. Пізніше, у 1608 році відбулась зустріч між вождями кланів Джонстон та Максвелл з метою примирення. Виникла суперечка і сварка, і лорд Максвелл несподівано вихопив сховані під плащем пістолети і зрадницьки і підступно вбив вождя клану Джонстон - Джеймса Джонстона. Потім лорд Максвелл втік до Франції. Але пізніше вождь клану Максвелл був заарештований, засуджений і публічно страчений на горло в Единбурзі - його повісили. 
У той час клан Джонстон постійно згадується в документах як клан, що порушує спокій у Прикордонні і фігурує у списку кланів, що додається у 1597 році до законів парламенту Шотландії, що були прийняті для "заспокоєння і тримання в покорі диких жителів Прикордоння". 

### XVII століття - громадянська війна на Британських островах
У 1633 році король Англії та Шотландії Карл І нагородив вождя клану Джонстон - Джеймса Джонстона титулом лорда Джонстона Лохвуда. Десять років по тому його нагородили титулом лорд Гартфелл. Під час громадянської війни вождь клану Джонстон спочатку підтримав ковенанторів, але потім приєднався до роялістів - до Джеймса Грема - І маркіза Монтроз. Брав участь у битві під Кілсіт у 1645 році. Потрапив в полон під час битви під Філіфау. Ковенантори, захопивши в полон вождя клану Джонстон та його сина спочатку винесли їм смертний вирок, але потім замінили його на штраф у сумі 100 000 шотландських фунтів. Син вождя клану Джонстон - Джеймс Джонстон був кинутий за ґрати в замок Думбартон, потім його перевели в замок Сент-Ендрюс, потім в Единбурзький замок. Потім, після реставрації монархії король Карл II нагородив його титулами граф Аннандейл і граф Гартфелл. 
Була ще одна гілка вождів клану Джонстон - Джонстон Каскібен. Сер Джордж Джонстон Каскібен був нагороджений титулом баронета Нової Шотландії у 1626 році. III баронет Джонстон воював під прапорами Вільгельма Оранського і брав участь у битві на річці Бойн у 1690 році в Ірландії. У цій битві ірландські повстанці-католики були розбити британською армією протестантів. 

### XVIII століття - повстання якобітів
Вільям Джонстон - III граф Гартфелл і II граф Аннандейл і Гатфелл отримав титул маркіза Аннандейл в 1701 році. Вільям Джонстон спочатку підтримував рух і повстання якобітів, але потім перейшов на бік британського уряду і Вільгельма Оранського, вірно йому служив, був нагороджений Орденом Чортополоху. Вільям Джонстон обіймав важливих державних посад, включаючи президента Таємної ради, лорд-охоронцем Великої Печатки і Державного секретаря Великої Британії по справах Шотландії, лордом парламенту Великої Британії.
Джеймс Джонстон - II маркіз Аннандейл помер бездітним у Неаполі в 1730 році. Він володів родовим маєтком 9 років. Його на посаді вождя клану змінив другий син І маркіза Аннандейл - Джордж - III маркіз Аннандейл, що отримав цей титул в 1747 році. Він успішно вів справи клану.  Він помер бездітним і на цьому рід маркізів Аннандейл урвався. Після його смерті в 1792 році звання вождя клану отримав його племінник - Джеймс Хоуп-Джонстон - III граф Гоуптаун. 

### Сучасна історія клану Джонстон
Через 200 років після того, як урвалася основна лінія вождів клану, в 1983 році Геральдична палата Шотландії офіційно визнала Персі Вентуорта-Хоупа-Джонстона з Аннандейлу, спадкового Хранителя замку Лохмабен, нащадка дочки першого маркіза Аннандейл, вождем клану Джонстон. Після його смерті в тому ж році вождем став його син Патрік Ендрю Вентуорт-Хоуп-Джонстон. У 1985 році Палата лордів задовольнила вимогу вождя на титул графа Аннандейл та Хартфелл. Вождь живе зі своєю дружиною - графинею Сьюзен Джозефіною Росс-Хоуп-Джонстон у Рехиллсі, в Аннандейлі. Вони мають сина - лорда Девіда Джонстона та дочку - леді Джулію Джонстон.
Джонстони з Каскібену, що в Абердінширі походять від Стівена Клерка, що, як стверджують, був сином лерда Джонстона з Аннандейлу, хоча ця гіпотеза вельми дискусійна. Вождь цієї гілки з Каскібену став у XVII столітті баронетом Нової Шотландії, та його нащадок, що нині живе в Америці, є нинішнім вождем цієї гілки. 